# L'Argent de la vieille
Pour plus de détails, voir Fiche technique et Distribution.
L'Argent de la vieille (Lo scopone scientifico) est un film italien de Luigi Comencini sorti en 1972.
Un chiffonnier et une femme de ménage d'un bidonville de Rome rêvent chaque année de faire fortune lorsque leur vieille amie milliardaire les invite à jouer à la Scopa.

## Synopsis
Une vieille milliardaire américaine (Bette Davis) sillonne le monde au gré de sa fantaisie et, dans chaque pays, elle se plaît à affronter les gens des bidonvilles dans de grandes parties de cartes pour prouver qu'elle est riche parce qu'elle est plus astucieuse.
En quelque sorte, sa fortune serait méritée. Son jeu préféré est le scopone scientifico, jeu de mémoire et de réflexion. Mais la donne est faussée, précisément parce qu'elle est très riche. Comme il s'agit d'un jeu d'argent et qu'à chaque fois elle double la mise, elle est certaine de pouvoir poursuivre indéfiniment, et donc de gagner de manière écrasante.
Peppino (Alberto Sordi) et Antonia (Silvana Mangano) sont de vieux amis de cette vieille dame car d'après ces deux personnages, ils ont l'air de la connaître depuis longtemps. Ils vont donc être ses adversaires, mais également serviteurs, amis, dans une interminable partie à épisodes où tout un bidonville de Rome se cotise pour défier la vieille.
Avec de multiples retournements de situation, les rapports amour-amitié entre la vieille et les deux pauvres, le film, loin d'être manichéen, livre une analyse très fine des rapports sociaux, affectifs et économiques.

## Fiche technique
- Titre français : L'Argent de la vieille
- Titre original : Lo scopone scientifico
- Réalisation : Luigi Comencini
- Scénario : Rodolfo Sonego
- Production : Dino De Laurentiis Cinematografica
- Musique : Piero Piccioni
- Photographie : Giuseppe Ruzzolini
- Montage : Nino Baragli
- Pays de production :  Italie
- Format : Couleur - Ratio : 1.85 : 1 -  Mono 35 mm
- Genre : Comédie dramatique
- Durée : 116 minutes
- Dates de sortie :
  - Italie : 25 octobre 1972
  - France : 30 novembre 1977

## Distribution
- Alberto Sordi (VF : William Sabatier) : Peppino
- Silvana Mangano (VF : Jacqueline Cohen) : Antonia, épouse de Peppino
- Bette Davis (VF : Nathalie Nerval) : la vieille milliardaire américaine
- Joseph Cotten (VF : Jean-Claude Michel) : George
- Domenico Modugno : Righetto
- Mario Carotenuto (VF : André Valmy) : Armando Castellini dit "le professeur"
- Antonella Di Maggio : Cleopatra, l'ainée des 5 enfants de Peppino et Antonia
- Daniele Dublino (it) : Don Roberto, le curé
- Luciana Lehar : Jolanda, soeur de Peppino
- Piero Morgia (it) : le proxénète de Jolanda
- Franca Scagnetti (it) (VF : Hélène Tossy) : Pasqualina, la cuisinière
- Federico Somma : le majordome
- Guido Cerniglia : le médecin personnel
- Dalila Di Lazzaro : l'infirmière
- Ennio Antonelli : oncle Osvaldo, le directeur des pompes funèbres
- Marco Tulli : le directeur des pompes funèbres concurrentes
- Emilio Cappuccio : le balayeur

## Box-office
En France, le film se positionne au 15ème rang du box-office avec 28 759 entrées, loin derrière Les Aventures de Bernard et Bianca, un film d'animation de Walt Disney Productions sorti la même semaine, qui attire 516 696 entrées la première semaine d'exploitation. Le film cumule 365 292 entrées sur Paris et sa périphérie, contre plus de cinq millions deux cent mille sur toute la France pour Les Aventures de Bernard et Bianca.

## Analyse
Peppino et la riche Américaine symbolisent l'affrontement entre le sous-développement et la puissance économique. Celui qui possède le capital donne un peu d'argent au prolétaire pour qu'il puisse participer, puis finit toujours par gagner grâce à ses ressources financières infinies. Lo scopone scientifico peut être vu comme une fable sur l'impérialisme économique américain et les méfaits d'un nouvel avatar du colonialisme qui s'attaque aux esprits de ceux qui en sont les victimes.
La communauté du bidonville - situé sous la villa de la milliardaire - rêve, espère, vibre, soutient ses champions et les soutient même financièrement. Le film ne fait pas que dénoncer l'agressivité du riche, il dénonce également l'erreur du pauvre, "qui n'envisage comme unique réponse à sa misère que la tentative individuelle et fragmentaire d'arracher au possédant un peu de son avoir."
Pour Comencini, la misère du chômeur, du marginal, ne peut avoir de solution que dans un bouleversement social qui le dépasse. Les conflits de classe ne se résolvent pas par des compromis, mais par des bouleversements radicaux. Cleopatra, la fille de Peppino et Antonia, l'a compris et agit de manière radicale, pour briser les illusions dans lesquelles vivent ses parents.

## Adaptations
Robert Thomas a adapté le scénario de Rodolfo Sonego au théâtre sous le titre Princesse Baraka. Cette comédie a été créée le 28 septembre 1981 au Théâtre des Arts - Hébertot dans une mise en scène de Jean-Luc Moreau, des décors de Arthur Aballain, des robes de Lanvin. La distribution comprenait : Alice Sapritch, Raymond Pellegrin, Marion Game, Philippe Vallauris, Jean-Renaud Garcia, Jean-Claude Martin, Bernard Brieux.
Le 1er février 2024 a lieu, à Paris, la première de la nouvelle adaptation éponyme de la pièce de Rodolfo Sonego, par Sylvie Chauvet, Jean Franco et Guillaume Mélanie, avec pour interprètes : Amanda Lear, Atmen Kelif, Olivier Pagès, Marie Parouty, et la jeune Jeanne Perrin.